# Mare (film)
Mare è un film del 1940, diretto da Mario Baffico.

## Trama
Tre uomini di mare, un livornese, un siciliano e un veneto che sono ritornati dall'America con qualche risparmio, decidono di dedicarsi alla pesca comprandosi una barca a motore. Accettano quindi, per raggranellare altri soldi, di lavorare alle dipendenze di un armatore che si dimostra duro e arcigno. Però, alloggiati in una locanda, stringono amicizia con la proprietaria e con il figlioletto; ciò provoca la reazione dell'armatore, che da principio non vuol concedere loro credito e costringe la donna a finanziarli. Così un bel giorno i tre amici, nonostante lo scetticismo e l'ostilità dei pescatori locali, riescono ad acquistare un vecchio bastimento con il quale fanno un'eccellente pesca. La fortuna sembra arridere alla spedizione quando, sulla via del ritorno, le caldaie del vecchio vapore, logorate e difettose, non resistono alla pressione e scoppiano: l'imbarcazione naufraga facendo l'unica vittima il povero figlio decenne della donna che era il più entusiasta a partecipare al grande avvenimento ed era salito di nascosto sulla nave. Atterriti dal dolore, i tre vorrebbero rinunciare per sempre ad esercitare la loro passione, ma sarà proprio la madre del ragazzo che li incita a perseverare: sostenuti stavolta dal favore del pubblico, i tre decidono di acquistare un'altra barca a vapore, stavolta ben attrezzata, che un armatore offre alle condizioni giuste. Ma la caparra versata è troppo alta e si trovano subito in gravi difficoltà; ricevono così un'intimazione a completare il pagamento entro un dato giorno. I tre corrono il rischio di perdere tutto, quando il precedente armatore e datore di lavoro duro di cuore, si commuove e decide di anticipare all'ultimo momento la somma necessaria. La nave salperà rendendo omaggio alla memoria dello sventurato figlio della proprietaria della locanda.

## Commento
Il film, che tratta delle difficoltà della vita quotidiana di un gruppo di marinai in un motopeschereccio, venne girato negli studi Pisorno di Tirrenia.
Le musiche del film sono dirette da Ugo Giacomozzi e le canzoni sono di Mario Ruccione.
Presentato alla Commissione di Revisione Cinematografica l'8 maggio 1940, ottenne il visto di censura n. 30.997 del 15 maggio 1940 con una lunghezza della pellicola accertata di 2.650 metri e venne ammesso a godere della programmazione obbligatoria.

## Distribuzione
Il film venne distribuito nel circuito cinematografico italiano il 19 maggio 1940.

## Altri tecnici
- Arredatore: G. Raimondi
- Costruttore: Savino Fino
- Direttore di produzione: Mario Gnasso
- Segretari di produzione: Giuseppe Bordogni, Carlo Caiano
- Segretario di edizione: Giorgio Covi
- Aiuto regista: Ignazio Ferronetti
- Assistente regista: Vittorio Nino Novarese
- Operatore: Piero Portalupi
- Fonico: Luigi Puri

## Critica
«(...) Baffico, in Terra di nessuno, si rivelò un giovane di seri propositi e di molta coscienza. Mare, invece, mi ha deluso, e da un soggetto simile un grande regista avrebbe ricavato un ben altro film di questo, povero di accenti veramente schietti, ondeggiante tra un manierismo di cattiva lega e un verismo alquanto falso, privo di quel rigore stilistico, di quell'ambientazione nitida e ferma che tali pellicole soprattutto esigono, per riuscire commoventi e persuasive». Adolfo Franci, L'Illustrazione Italiana n. 37, 19 settembre 1940